# Trixoscelis gentilis
Trixoscelis gentilis är en tvåvingeart som först beskrevs av Frey 1936.  Trixoscelis gentilis ingår i släktet Trixoscelis och familjen myllflugor.
Artens utbredningsområde är Kanarieöarna. Inga underarter finns listade i Catalogue of Life.